# Frank Faber
Frank Faber (* 25. Januar 1966 in Alpirsbach; † 28. Februar 2013) war ein deutscher Koch und Schriftsteller.

## Leben und Familie
Frank Faber ist ein Künstlername, unter dem der Koch und Inhaber einer Werbeagentur Frank Schmitt seine Romane veröffentlichte. Er hatte eine besondere Vorliebe für die Schwäbische Alb, ihre Landschaft und ihre Menschen. Dort spielten auch seine Krimis, in denen das Ermittlerduo Josef Griesinger und Emilie Berta Lämmle die Mordfälle lösten. 
Er wohnte zusammen mit seiner Frau Ursel Maichle-Schmitt im Stadtteil Bremelau in Münsingen. Sie hatten sechs Kinder.

## Alb-Krimis
- Schäfers Tod, Oertel und Spörer, Reutlingen 2008, ISBN 978-3-88627-430-7.
- Mord am Heidengraben, Oertel und Spörer, Reutlingen 2010, ISBN 978-3-88627-449-9.
- Wacholderbrand, Oertel und Spörer, Reutlingen 2011, ISBN 978-3-88627-960-9.
- Baurabrot, Oertel und Spörer, Reutlingen 2012, ISBN 978-3-88627-926-5.